# Торе Пеличе
То̀ре Пѐличе (на италиански: Torre Pellice; на пиемонтски: la Tor, ла Тор, на окситански: La Toure de Pèlis, Ла Тоуре де Пелис) е малък град и община в Метрополен град Торино, регион Пиемонт, Северна Италия. Разположен е на 516 m надморска височина. Към 1 януари 2020 г. населението на общината е 4545 души, от които 424 чужди граждани.